# Hamza Hadda
Hamza Hadda, né le 18 avril 1991 à Tunis, est un footballeur tunisien.

## Carrière
Il est formé à l'Espérance sportive de Tunis. Le 23 août 2012, il part sous forme de prêt au Stade gabésien. Le 1er juillet 2014, il signe un contrat de trois ans avec le Club sportif sfaxien. Après un retour au Stade gabésien, il signe en faveur de l'Union sportive monastirienne le 3 juillet 2017.

## Palmarès
- Championnat de Tunisie : 2010